# 기후 공학
기후 공학(氣候工學, 영어: climate engineering) 또는 지구공학(地球工學, 영어: geoengineering)은 최근 지구온난화를 막기 위해 인위적으로 기후시스템 조절 및 통제를 목적으로 하는새로운 과학기술의 한 분야이다. 대표적인 예로 해양 비옥화, 인공 구름, 인공 나무, 우주 거울, 이산화탄소 제거 등이 있다.  

## 대표적인 예
- 인공나무- 화학반응을 통해 공기 속에 있는 이산화탄소를 빨아들이는 인공 나무를 설치하자는 방안.
- 우주거울- 우주상에 거울을 설치해서 지구로 들어오는 태양빛을 반사해서 온도를 낮추겠다는 계획.[2]

## 예상되는 부작용
기후공학의 기술들은 위험하고, 많은 실험을 거치지 않았기 때문에 많은 부작용이 예상된다는 주장도 있다. 실제로 빌 게이츠가 재정적으 지원하고 있는 하버드 대학교의 프랭크 코이치(en:Frank Keutsch) 교수를 중심으로 한 연구진 '코이치 그룹'(Keutsch Group)은 2023년 현재 인공적으로 화학구름을 만들어 햇빛을 차단하여 지구 온도를 낮추려는 실험 프로젝트인 '스코펙스: 성층권 통제 섭동 실험'(Stratospheric Controlled Perturbation Experiment, SCoPEx)을 진행하고 있다. 

## 같이 보기
- 성층권 에어로졸 주입법(영어판)
- 설국열차